# Karlo Brkljačić
Karlo Brkljačić-Kacan (Trnovac, 1869. – Trnovac, 9. travnja 1936.) je bio hrvatski političar. Po struci je bio poljodjelac. Bio je narodni tribun i poznati i utjecajni HSS-ov zastupnik u hrvatskom Saboru, žrtva atentata.
Pozornost režima svrnuo je na se svojom političkom djelatnošću. 
Mučki je ubijen je u Trnovcu 9. travnja 1936. godine kad se vraćao kući. Ubio ga je iz zasjede dvama hitcima iz revolvera po nalogu velikosrpske-četničke organizacije u Gospiću istaknuti smiljanski četnik Stevo (Stipan) Pejnović zvani Pejina. Kao dio ove državno sponzorirane terorističke akcije je trebao biti ubijen i hrvatski zastupnik Ivan Murković i dr Andrija Artuković. Murkovića su nakon tog ubojstva štitile jake snage hrvatskih rodoljuba. Terorističku akciju je osmislio kraljevski zamjenik gospićki liječnik dr Zec, po kojoj bi četnici ubili tu trojicu. Artuković je naslućivao to, pa nije namjeravao otići u Gospić, no ipak je došao uz redarsku pratnju. Tom prigodom ga je posjetio i Karlo Brkljačić, kojeg su četnici smaknuli nakon povratka iz posjeta.
Nakon toga zločina je središnje glasilo Udruženja četnika za slobodu i čast otadžbine, beogradska Jugoslovenska straža pokušala negirati Pejnovićevu pripadnost četničkoj organizaciji. Kasnije je gospićki pododbor tog četničkog udruženja priznao da je Pejnović njihov pripadnik. Ubojstvo je pokušavao prikazati kao isključivo neki osobni čin koji nije imao nikakve sveze s politikom. Ipak, sud je Savske banovine je nakon tog ubojstva zabranio rad Udruženja četnika za slobodu i čast otadžbine u Gospiću.
Seljaci samoborskog kotara, nakon ovog ubojstva, napali su četničku skupinu koja se sklonila u dvor bivšeg bana Antuna Mihalovića u Kerestincu, pri čemu je ubijeno 6 četnika.
Karlo Brkljačić pokopan je na Župnom groblju u Trnovcu 11. travnja 1936. godine.

## Spomen
- Na mjestu njegova ubojstva članovi HSS-a podigli su mu spomen-obilježje koje je obnovio Grad Gospić.[4]
- Od 13. veljače 1992. godine jedna ulica u Gradu Gospiću zove se Ulica Karla Brkljačića.[5]